# Juan Bautista Cambiaso
Juan Bautista Cambiaso, nato Giuseppe Giovanni Battista Cambiaso (Genova, 12 settembre 1820 – Santo Domingo, 21 giugno 1886), è stato un ammiraglio italiano naturalizzato dominicano.
Genovese di nascita, si trasferì in giovane età nella Repubblica Dominicana, dove prese parte alla guerra d'indipendenza e dove è considerato eroe nazionale nonché fondatore della moderna marina militare dominicana.

## Biografia
Nacque a Genova, allora parte del ducato genovese nel Regno di Sardegna, il 12 settembre 1820 dai coniugi Giacomo Cambiaso e Rosa Chiozzone. Giovanissimo, si trasferì a Santo Domingo insieme al fratello Luigi, dove entrò in contatto col movimento indipendentista dominicano ed in particolare con La Trinitaria di Juan Pablo Duarte.
Si unì all'esercito rivoluzionario dominicano dopo la dichiarazione d'indipendenza da Haiti nel 1844 e contribuì con le sue navi mercantili alla creazione della prima flotta militare dominicana, di cui fu tra i primi e più illustri comandanti. Si distinse insieme al connazionale Juan Bautista Maggiolo nella battaglia di Tortuguero del 15 aprile 1844.
Dopo la guerra d'indipendenza si ritirò dal servizio militare, proseguendo la sua attività commerciale; fu inoltre nominato console d'Italia nella Repubblica Dominicana l'8 gennaio 1855.
Morì a Santo Domingo il 21 giugno 1886 e fu sepolto nel Pantheon nazionale dominicano cent'anni dopo. Alla sua memoria è stata dedicata l'omonima nave scuola, varata nel 2009 ed acquistata nel 2018 dalla Marina militare dominicana.